# Новопільська територіальна громада
Новопільська сільська територіальна громада — територіальна громада в Україні, у Криворізькому районі Дніпропетровської області, з адміністративним центром у селі Новопілля.

## Загальна інформація
Площа території — 435,1 км², населення громади — 16 850 особи, з них: міське населення — 3 851 осіб, сільське — 12 999 особи (2020 р.).

## Населені пункти
До складу громади входять 4 селища (Лісопитомник, Нові Садки, Пичугине, Радушне) та 34 села Андрусівка, Близнюки, Братсько-Семенівка, Бурлацьке, Веселе, Вільний Посад, Вільний Табір, Водяне, Дніпровка, Златопіль, Златоустівка, Золота Поляна, Кам'янське, Коломійцеве, Красівське, Красне, Львів, Маяк, ова Зоря,Н ова Надія, Новий Шлях, Новогригорівка, Новожитомир, Новомайське, Новомар'янівське, Новопілля, Новоселівка, Романівка, Садове, Степове, Трудове, Червоні Поди, Шевченкове, Широке.

## Історія
Утворена у 2020 році, відповідно до розпорядження Кабінету Міністрів України № 709-р від 12 червня 2020 року «Про визначення адміністративних центрів та затвердження територій територіальних громад Дніпропетровської області», шляхом об'єднання територій та населених пунктів Радушненської селищної та Веселівської, Златоустівської, Красівської, Надеждівської, Новопільської і Широківської сільських рад Криворізького району Дніпропетровської області.